# King Dude
King Dude (справжнє ім'я Томас Джефферсон Кауджілл, коротко TJ Cowgill) — американський кантрі та неофолк музикант, композитор, співак і автор пісень. Музичні критики характеризують стиль King Dude як «похоронний блюз» і «апокаліптичний фолк», в той час як сам Томас Кауджілл вважає, що його пісні близькі до госпелу. Тексти зачіпають теми гріха і спасіння, протистояння Бога і Диявола, окультизм та образи традиційного американського фольклору.
Окрім сольної творчості в стилі неофолку, що зробила його відомим, King Dude також нині є учасником гуртів «Book of Black Earth» (дет-метал), «Cross» та «ORVKKL» (блек-метал), раніше брав участь у гуртах «Teen Cthulhu» i «The Powers of Darkness Shall Rain Blood Upon This City for 500 Years».
Окрім музики, Кауджилл займається дизайном одягу, і має власний бренд «Actual Pain».
Співак виступав в Україні двічі — 8 червня 2014 року в Одесі, і 6 листопада 2017 року в Києві, де у нього на розігріві виступала українська команда Zwyntar.
Також у Києві знятий один із кліпів музиканта — «Velvet Rope» 2018 року. Режисером кліпу став Володимир Проценко.

## Дискографія
- 2008 — «Class War» (як TJ Cowgill)[5]
- 2010 — «Tonight's Special Death»
- 2011 — «Love»
- 2012 — «Burning Daylight»
- 2014 — «Fear»
- 2015 — «Songs Of Flesh & Blood — In The Key Of Light»
- 2016 — «Sex»
- 2018 — «Music to Make War To»
- 2020 — «Full Virgo Moon»[6][7]
- 2021 — «Beware Of Darkness»
- 2022 — «Death»

## Відеокліпи
- 2012 — «I Know You're Mine» (реж. TJ Кауджілл)
- 2012 — «Holy Land» (реж. Емілі Дентон)
- 2012 — «Jesus In The Courtyard» (реж. Енджел Себаллос)
- 2014 — «Lay Down in Bedlam» (реж. Мерілі Стоубі)
- 2015 — «Death Won't Take Me» (реж. Девід Фітт)
- 2016 — «I Wanna Die at 69» (реж. Девід Телен)
- 2016 — «Fear Is All You Know» (реж. Мерілі Стоубі)
- 2018 — «Velvet Rope» (реж. Володимир Проценко)